# Toy Boy (Film)
Toy Boy (Originaltitel Spread) ist eine US-amerikanische Filmkomödie aus dem Jahr 2009 mit den Hauptdarstellern Ashton Kutcher und Anne Heche. Regie führte David Mackenzie. Der Film wurde unter den Namen L.A. Gigolo in Estland, Dänemark, Finnland, Norwegen und Schweden, Toy Boy in Frankreich und Deutschland, American Playboy in Spanien, S-Lover in Südkorea und ansonsten unter Spread veröffentlicht.
Die Erstaufführung fand am 17. Januar 2009 im Rahmen des Sundance Film Festival statt. In Deutschland wurde er nicht im Kino gezeigt, sondern gleich am 11. Dezember 2009 direkt auf DVD veröffentlicht.

## Handlung
Nikki ist ein attraktiver Womanizer, der in Los Angeles ohne eine eigene Wohnung lebt. Er ist an einem Abend im High Society-Leben auf einer angesagten Party unterwegs. Dort beschließt er, die reiche Anwältin Samantha zu verführen. Samantha ist sichtlich von ihm angetan, sie nimmt ihn mit nach Hause, wo sie miteinander schlafen. Am nächsten Morgen bleibt Nikki einfach da und kocht abends für sie. Er kann nach und nach ihr Vertrauen gewinnen und kann als Gegenleistung in ihrem luxuriösen Anwesen wohnen bleiben. Samantha findet zunehmend Gefallen an Nikki und versucht, ihn durch Geschenke an sich zu binden und verliebt sich in ihn. Während Samantha auf einer Geschäftsreise in New York unterwegs ist, veranstaltet Nikki auf ihrem Anwesen eine Party. Er schläft mit einer anderen Frau, wird am nächsten Morgen jedoch von Samantha erwischt, die vorzeitig aus New York zurückkam. Anfänglich macht sie ihm eine Szene, doch auch als Nikki offen zugibt, sie nicht zu lieben und ihr vorschlägt, Freunde „mit gewissen Vorzügen“ zu bleiben, verfällt sie seinem Charme und lässt ihn weiterhin in ihrem Haus wohnen. In den darauffolgenden Tagen lernt er die Kellnerin Heather kennen. Er findet sie attraktiv und sieht in ihr eine Herausforderung, da seine Annäherungsversuche zunächst nicht bei ihr funktionieren. Nikki täuscht Heather vor, ein wohlhabender Mann zu sein und dass das Anwesen ihm gehöre.
Nikki und Heather kommen sich näher. Schließlich stellt sich heraus, dass Nikki von Heather einige Male belogen wurde und dass sie bereits verlobt ist. Heather scheint ähnlich wie Nikki auf Kosten des anderen Geschlechts zu leben: Sie spielt diversen reichen Männern mit diversen Tricks etwas vor, um selbst einen höheren Lebensstandard genießen zu können. Nikki kann ihr jedoch aufgrund ihrer Lügen nicht vertrauen und wirft sie aus dem Haus. Samantha hat währenddessen eine Vaginalverjüngung durchführen lassen. Nachdem Nikki die Nacht nicht nach Hause kam, weil er bei einer anderen Frau war, rastet Samantha aus und will ihn in ihrem Wutanfall erst vor die Tür setzen, dann wieder behalten, doch Nikki beendet die Beziehung. Nikki versucht, bei seinem Freund Harry und bei einer Freundin unterzukommen, doch ohne Erfolg. Er kann schließlich keine Bleibe finden und wird zeitweise obdachlos. Nikki ist aus Geldmangel gezwungen, einen Teil seiner Designer-Kleidung zu verkaufen. Nikki möchte eine Party besuchen, doch der Zutritt wird ihm von den Türstehern verwehrt. Als er bei einem erneuten Versuch ist, eine ältere reiche Dame zu verführen, trifft er Heather wieder. Er entschuldigt sich bei ihr für den Vorfall in Samanthas Haus und die beiden beginnen wiederholt eine Beziehung miteinander, in der sie zunächst glücklich sind. Als Heather die Verlobung mit dem anderen Mann löst, wirkt sie bedrückt und versucht Nikki zu erklären, dass schließlich dieser der Mann sei, der ihr beider Leben finanziert. Sie beschließt, noch einmal zu ihrem Verlobten zu reisen. Als Nikki im Supermarkt eine seiner – sichtlich angetrunkenen – Verflossenen trifft, entscheidet er sich dazu, diese mit ihrem Auto nach Hause zu fahren. Gerade in diesem Moment ruft Heather an, hört die andere Frau und denkt, Nikki würde mit dem Mädchen schlafen, um sein altes Leben wieder finanzieren zu können. Sie legt auf. Nikki ist verzweifelt und sucht Heathers Mitbewohnerin auf, die ihm rät, um Heather zu kämpfen. So beschließt er, Heather nach New York zu folgen, was ihm letztendlich mit der finanziellen Hilfe seines Freundes Harry gelingt. Er sucht sie unangekündigt in einem Appartement auf, wo er ihr gleich einen Heiratsantrag macht. Daraufhin gesteht sie ihm, dass sie bereits verheiratet ist. Als unerwartet ihr Ehemann auftaucht, gibt sie ihm vor, dass Nikki lediglich ein Lieferbote sei. Nikki kehrt daraufhin enttäuscht zurück nach Los Angeles, wo er einen Job als Lieferbote annimmt. Er beliefert unter anderem auch Samantha, die inzwischen mit einem neuen Liebhaber zusammen ist. Das Ende zeigt Nikki beim Füttern eines Afrikanischen Ochsenfrosches mit einer Maus in Harrys Apartment, in dem Nikki nun lebt.

## Rezeption

### Kritiken
„[…] Das Ashton Kutcher Vehikel […] krankt aber doch auch an den Zugeständnissen, die an das amerikanische Mainstream-Publikum gemacht werden. Zum Beispiel scheinen die älteren Frauen, die Nikki glücklich macht, allesamt nicht älter als maximal 30 zu sein, sind nicht nur reich, sondern jede von ihnen ist wunderschön. […] Der Film wurde mit Erfolg beim Sundance Festival gezeigt und auch als romantische Sommerkomödie eignet sich Toy Boy, solange man keine wirklich neuen Erkenntnisse über das amoralische Treiben in Hollywood erwartet.“

„[…] Doch was hat den Briten (Anmerkung: David Mackenzie) nur geritten, sich auf die halbgare Komödie ‚Toy Boy‘ einzulassen? Spontan fällt einem in Anbetracht eines solchen Qualitätsgefälles noch Jon Avnet ein, der einst das sensible Frauendrama Grüne Tomaten verantwortete und zuletzt mit 88 Minuten und Kurzer Prozess – Righteous Kill nur noch unterklassige Thrillermassenware drehte. Wobei es für Avnet immerhin den nachvollziehbaren Anreiz gab, mit Robert De Niro und Al Pacino arbeiten zu können. Wen oder was bitte soll Mackenzie dagegen als Entschuldigung ins Feld führen? Ashton Kutcher? Der Hauptdarsteller, der besser keiner sein sollte, ein indifferentes Drehbuch und eine Menge blanker Haut sorgen für Langeweile, der Hallam Foe-Kenner bleibt ratlos zurück.“

In Amerika erhielt Toy Boy hauptsächlich negative Kritiken. Bei Rotten Tomatoes kam der Film auf eine Sammelbewertung von 22 % positiver Kritiken und gilt damit als „rotten“.

### Einspielergebnisse
In Amerika startete der Film am Freitag, dem 14. August 2009. Er spielte in den USA 250.618 US$ und weltweit 11.565.708 US$ ein.